# 09/14 2007
09/14 2007 es el primer EP del artista musical francés Danger lanzado el 19 de noviembre de 2007. El vinilo de 12" fue limitado a 1000 piezas prensadas, con una lanzamiento digital.

## Lista de canciones
| Edición principal |                      |          |  |
| N.º               | Título               | Duración |  |
| 1.                | «11H30»              | 3:31     |  |
| 2.                | «11H30» (datA Remix) | 4:22     |  |
| 3.                | «14H54»              | 4:51     |  |
| 4.                | «19H11»              | 5:55     |  |
| 18:54             |                      |          |  |